# Becedas
Becedas – gmina w Hiszpanii, w prowincji Ávila, w Kastylii i León, o powierzchni 32,2 km². W 2011 roku gmina liczyła 261 mieszkańców.